# 2022年3月上海市2019冠状病毒病聚集性疫情对外地的影响
2022年3月上海市2019冠状病毒病聚集性疫情对外地的影响，旨在介绍2022年3月上海市2019冠状病毒病聚集性疫情对上海市以外地区的影响，包括防疫措施、关联个案等。
上海市是中华人民共和国长江三角洲城市群、華東地區中心城市，其人员流动大，流動人口以经济关系较为密切的江苏、浙江、安徽为多。截至5月20日，上海迁出人口第一大目的地仍为江苏省，占上海迁出人口总量的32%；其次是浙江省，占上海迁出人口总量的18.19%；第三位是安徽省，占上海迁出人口总量的17.14%。之后排名的省份包括江西省、河南省、山东省、湖北省、湖南省、广东省、福建省。因此，本轮疫情发生后，中国大陆多地已发现多名与上海疫情关联的本土阳性感染者。据不完全统计，上海疫情已外溢至中国大陆21个省及71个市，部分地区也出现了社区传播，如陝西省，江蘇省南京市、常州市，浙江省平湖市，安徽省馬鞍山市、銅陵市，河南省周口市太康縣、焦作市修武縣等。而涉及上海始发或经停的铁路列车中，也发现了多例阳性病例，如D3205次、D3141次和T81次。

## 已知与本次疫情有关联个案的地区

### 江苏省、浙江省与安徽省
上海市是长江三角洲城市群的中心枢纽城市，与江苏、浙江、安徽经济关系密切，人员往来较为频繁。本轮疫情发生后，苏浙皖三地已发现多名与上海疫情关联的本土阳性感染者。

### 陕西省
3月5日，西安市新增报告本土确诊病例2例，一人为外省来陕出差人员，3月1日由上海乘坐MU2226次航班抵达西安咸阳国际机场T3航站楼；另一人系本土确诊病例的同航班人员。3月8日，宝鸡市渭滨区报告一名确诊病例，系3月1日西安市粤珍轩酒店上海确诊病例的同时空伴随者。3月23日，西安市新增1例自上海输入的无症状感染者，3月22日乘坐G1940次列车到达西安后随即进行核酸检测，次日混检结果阳性，14:14单采单检核酸检测结果阳性。截至3月26日，陕西省本轮疫情累计报告本土确诊病例388例（西安96例、宝鸡237例、咸阳4例、铜川18例、汉中31例、安康1例、杨凌1例）、无症状感染者9例（西安2例、宝鸡2例、安康5例）。至3月28日，西安市全域均为低风险地区。同日，宝鸡市报告1例核酸阳性人员，该人员曾在3月27日乘坐K360次列车于06：10左右到达西安火车站。4月2日，西安市新增1例确诊病例，3月31日乘坐Z216次列车到达西安，下车后即被管控，集中隔离期间核酸检测结果阳性，4月2日经市级专家组诊断为确诊病例（轻型）。
4月7日，西安市临潼区在高速卡口发现一批援建上海方舱医院返陕人员，已有核酸检测阳性报告。
4月8日，商洛市新增报告本土确诊病例1例。该人员与6人一行从上海浦东出发自驾车沿沪陕高速进入商洛市，在丹凤县棣花高速出口驶出时，刻意隐瞒其在上海市等中高风险地区旅居史，逃避防疫检查，到达商州市区后，未落实社区报备和不聚餐、不聚会等防疫政策，导致疫情传播重大风险，造成严重后果，7人的行为违反《中华人民共和国刑法》第三百三十条之规定涉嫌妨害传染病防治罪。胡某等7人已被商洛市公安局商州分局依法立案侦查。同日，礼泉县公安局通报，5名上海返礼人员未报备高风险旅居史被行政拘留。
4月13日，渭南高新区报告1例确诊病例（普通型）和1例核酸检测阳性人员，均在高速卡口第一时间发现并及时有效管控，均为上海援建方舱医院人员。16日，渭南高新区新增1例新冠肺炎确诊病例（轻型）和1例无症状感染者，均在集中隔离期间发，均系4月13日高新区确诊人员田某某和无症状感染者于某某同车上海返渭人员。
截至4月15日18时，西安市累计发现本土阳性感染者43例，其中社会面发现5例，最近1例社会面病例为4月13日发现。西安市疫情防控指挥部在4月15日决定从4月16日0时至19日24时，实行临时性管控措施，要求全市小区（村）、单位人员非必要不外出，一般在小区内活动，小区实行“一门进出”；主城区中小学校、托幼机构，除高三、初三毕业年级外，其他年级实行线上教学；大型综合性商场、公众娱乐休闲场所、人员聚集经营性场所、公共文化活动场所和农村集贸市场暂停开放；全市各餐饮单位（含饮品店、小吃店、早餐店等，不含宾馆、单位内部食堂）暂停堂食；出租车、网约车不出市运营，乘坐公共交通进站（上车）前扫健康码，出示48小时核酸检测阴性证明，乘坐地铁须扫车厢二维码；暂不举办大型会议、各类线下培训，严控群体性活动，实行“喜事缓办、丧事简办、宴会不办”；所有宗教活动场所（含民间信仰场所）暂时关闭，暂停一切宗教活动。
5月21日，陕西省新增报告本土确诊病例1例（西安），该人员5月19日从上海自驾返回西安，翌日抵达。5月23日4名同车从外省返回的人员也被确诊。5月24日，西安市蓝田县公安局通报，五人因故意隐瞒风险地区旅居史，涉嫌妨害传染病防治罪，已被立案侦查。警方调查发现五人在卡口登记时谎报自己从江苏省苏州市返回，后防疫人员按照要求对以上五人进行抗原检测和核酸采样，核酸检测结果苏某为阳性，五人随后被集中管控和收治。在管控收治后，其余四人核酸检测结果均为阳性。

### 山西省
3月6日，山西省晋城市在对3月5日来晋返晋人员进行第一落点核酸检测时，检出1例阳性，其妻子在后续排查中也被发现阳性。该阳性人员3月4日从上海浦东机场乘坐FM9565次航班，到郑州新郑机场后转乘G3148次列车返回晋城；此外，运城市临猗县在对西安返运人员核酸检测中，发现1名初筛阳性人员，在排查中其妻子核酸检测弱阳性。3月8日，在对临猗县集中隔离管控的密切接触者进行的第三轮核酸检测中发现3名阳性感染者，分别是本轮疫情中临猗县首例确诊病例张某的父亲、母亲和女儿，本轮疫情为Omicron变异株（BA.2进化分支）引起。
临猗县发现确诊病例后，该地强化防控措施，要求对来自西安和其它中高风险地区返临入临人员，均应持24小时内核酸检测阴性报告，立即向所在社区（村）、单位报告，再做一次核酸检测；其它跨省流动人员应在入临返临后立即进行一次核酸检测，并主动向社区（村）、单位、酒店（宾馆）报备；全县通往外界交通主干线，采取交通管控措施，市民非必要不离县，确因特殊情况需离开的，需出具24小时内核酸检测阴性报告；全县社区（村）、单位坚持非必要不流动，所有居民一般居家生活，尽量减少外出；全县个体诊所暂停营业，非涉及群众生活必需的场所暂停营业；餐饮场所暂停堂食；宗教、民间信仰场所暂停开放；非寄宿制学校全部停课；所有零售药店禁止销售退热类、抗病毒类、抗菌类“一退两抗”药品。3月21日，临猗县解封封控区、管控区和防范区，运城市盐湖区也解除应急状态，生产生活秩序逐步恢复，所有人员有序流动，运城市全域恢复常态化疫情防控。
3月29日凌晨，黎城县在青兰高速黎城出口开展疫情防控检查时，发现一名由上海驾驶摩托车返黎人员杨某某，及时安排负压救护车将其转运至集中隔离点。3月29日20时30分核酸检测结果为阳性，其骑行摩托车和隔离酒店物品核酸检测结果均为阴性。
4月4日，临汾市洪洞县在例行核酸检测中，发现上海返回人员黄某某检测结果呈阳性，已转运至临汾市第三人民医院做进一步治疗。
4月7日，山西省运城市新冠肺炎疫情防控指挥部办公室发布通告，对提供线索属上海市、吉林省或其他中高风险地区入运返运人员的，奖励5000元。
5月2日，运城市闻喜县报告1名上海返乡人员核酸检测阳性。

### 北京市
3月上旬，北京市先后报告多例本土阳性感染者。根据公开资料，其中有4人曾乘坐上海始发航班进京。
4月4日，丰台区新增1例核酸检测阳性人员，该人员住上海市徐汇区，北京住址为东铁匠营街道东木樨园14号楼，3月31日抵京后主动报备并采取居家隔离措施，4月1日核酸检测阴性，4月3日再次采样，4月4日凌晨核酸检测结果初筛阳性。
4月8日，北京市新增1例上海输入病例，该人员3月28日乘坐G124列车抵京，4月1日作为京外确诊病例的密切接触者进行集中隔离，期间多次核酸检测结果均为阴性。
4月21日，北京市新增1例本土确诊病例，系4月19日乘坐G10次列车抵京的旅客。

### 海南省
3月11日，三亚市新增1例无症状感染者，该人员于3月7日乘坐吉祥航空HO1127从上海虹桥机场抵达三亚凤凰机场。琼中黎族苗族自治县在省外来琼人员主动检测中检出1例新冠病毒阳性，经诊断为无症状感染者。初步流调结果显示，该人员3月8日约9时从上海乘坐海航HU7320航班前往海口美兰机场，约13时出机场乘坐私家车来琼中。3月20日，三亚市新增1例无症状感染者，于3月19日自上海返琼人员例行核酸检测中发现异常，当晚转至疑似病例定点医院观察，3月20日凌晨判定为无症状感染者。轨迹显示3月17日乘坐CZ6754航班从上海浦东机场抵达三亚凤凰机场。
3月29日，海口市新增1例确诊病例，该病例3月26日从上海虹桥机场乘飞机到达海口美兰机场。万宁市新增2名感染人员，均为上海出发抵琼人员。万宁市已划定神州半岛喜来登度假酒店为封控区，划定神州半岛福朋酒店、朝阳海岸小区、观海阁小区、听涛苑小区、君临海小区、星悦海岸小区为管控区。截至3月30日20时，万宁市在神州半岛防范区、管控区、封控区已进行两轮核酸检测，累计采样23735份，检测结果均为阴性。
3月31日，琼海市新增1例确诊病例（轻型），该人员在3月29日在上海虹桥机场乘飞机，于11时左右到达海口美兰机场。根据海南省卫健委通报，海南省报告2例本土确诊病例和2例本土无症状感染者，均从上海出发。
4月1日7时，海口市新增2例确诊病例（轻型）和1例无症状感染者，均已转至定点医院，均与此前报告的感染者有时间交集。受此影响，海口全市中小学幼儿园暂时停课，暂停清明节现场祭扫活动，暂停电影院、网吧、酒吧、图书馆、KTV、剧院、棋牌麻将室等公共娱乐场所经营性活动，暂停商业性演出，对养老院、福利院、监所、精神卫生机构实行封闭管理。三亚市中小学、幼儿园也于当日起停课2天，全市室内经营场所一律暂停营业3天，自3月31日23时至4月4日8时，暂停各公墓、骨灰楼现场祭扫活动。海南省内多家景区发布通知暂停对外营业。此外，陵水黎族自治县新增1例确诊病例（轻型），为3月29日从上海虹桥机场乘机到达三亚凤凰机场的人员。截至4月1日24时，海南省新增8例本土确诊病例（含1例无症状感染者转确诊病例），其中海口市5例（含1例无症状感染者转确诊病例）、三亚市1例、琼海市1例、陵水县1例；新增6例本土无症状感染者，其中三亚市4例、海口市1例、琼海市1例。
4月2日，儋州市疾控中心检测出1名阳性感染者，该人员为集中隔离点的隔离人员，为三亚1名确诊病例的密切接触者。同日下午5时至4月5日，三亚市暂停道路客运班线、旅游客运、公交车、有轨电车、游船、游艇运营，出租车（含网约车）暂停开展跨市（县）业务。
4月3日，海南省召开新冠肺炎疫情防控工作新闻发布会，海南省新冠肺炎疫情防控工作指挥部综合组副组长、海南省卫生健康委员会党委委员、副主任李文秀介绍，海南省24例阳性感染者中，11例为上海来琼人员、11例为上海来琼人员关联病例、1例为浙江来琼人员、1例为境外来琼人员复阳。当日海南省新增6例本土确诊病例（海口2例、三亚2例、琼海2例），含1例由无症状感染者转为确诊病例（海口1例）；新增21例本土无症状感染者（三亚20例、海口1例）。
4月4日，三亚市疫情防控工作指挥部决定，自当日21:00起对三亚市辖区范围内全体市民游客开展抗原检测。
4月5日，三亚一女子因不遵守相关疫情防控措施，未按规定进行核酸检测，多次进出酒店、餐饮店、居民区等公共场所，造成严重后果，其后在核酸检测筛查中发现其核酸检测阳性。因涉嫌妨害传染病防治罪，已被三亚市公安局依法立案侦查，并刑事拘留，待隔离期满后执行。
截至4月9日17时，海口3天内未发现本土阳性病例，实现社会面的动态清零。海口市决定市内各级各类学校、幼儿园、教育培训机构于4月11日复课，电影院、酒吧、室内游泳馆等室内的经营性密闭娱乐和健身场所将继续关停至4月13日24时。4月14日起，室内经营性密闭娱乐和健身场所按50%限流有序恢复开放。
4月15日起，三亚市调整全市社会面管控政策，进出中心城区（塔岭以东，迎宾互通、竹络岭隧道以西，G98高速以南），凭48小时内核酸检测阴性证明并扫地点码通行；中心城区以外区域实行严格的常态化管理，实施略高于社会面管理措施，围挡、道路卡点等管制设施取消；封控区、管控区外的范围，除室内演艺娱乐场所、棋牌室、电影院、剧院、网吧、书吧、歌厅（KTV）、酒吧、剧本杀、密室逃脱、室内图书馆、室内体育健身场所、室内游泳馆、洗浴中心、美容美发院等密闭场所及餐饮堂食外，各商业和公共场所恢复营业，严格按照相关指引落实限流50%、错峰、测温、扫地点码、戴口罩、一米线、通风消杀等措施。4月25日零时起，三亚市恢复正常的社会生产生活秩序，进出中心城区凭48小时内核酸检测阴性证明并扫地点码通行的管控措施实施至2022年4月29日24时解除。除密闭场所外，其他各商业和公共场所在全面落实疫情防控措施的前提下应开尽开，公共交通恢复运行。

### 江西省
3月13日，江西省新增由上海输入的无症状感染者3例，其中南昌市2例，上饶市1例。南昌市报告的2例无症状感染者为夫妻关系，3月11日乘G1357次列车返昌；上饶市报告的无症状感染者3月9日乘G1689次列车返饶，入饶后进行居家健康监测3天，3月13日在“应检尽检”人员中核酸检测阳性。3月15日，南昌市新增1例无症状感染者，为3月13日上海输入无症状感染者汪某的密切接触者。
3月20日，弋阳县在对已集中隔离的省外返乡人员核酸检测中发现1例无症状感染者，该无症状感染者3月19日乘坐高铁从上海返回弋阳。
3月28日，南昌市安义县发现2名上海输入无症状感染者，两人在3月27日从青浦崧泽高架收费站上沈海高速自驾返昌。新建区湾里管理局也从省外自驾返昌人员中发现1名阳性感染者，该人员3月27日自驾从上海青浦崧泽高架收费站上沈海高速自驾返昌。
3月30日，鄱阳县在对已集中隔离管控的省外返乡人员核酸检测中发现1名阳性感染者，该人员于3月28日乘G2189次高铁到外市中转，后转乘G869次高铁抵达鄱阳。
4月1日，南昌县从省外自驾返昌人员中发现2名阳性感染者，均从上海曹安收费站上沈海高速驾车返昌。南昌市经开区从省外自驾返昌人员中发现3名阳性感染者，均从沪昆高速公路新桥收费站上沪昆高速自驾返昌。
4月14日，南昌经开区从上海援建方舱医院返昌人员发现2名阳性感染者。

### 河南省
由于自3月中旬以来发生数起上海返豫人员确诊事件，3月21日，河南省新冠肺炎疫情防控指挥部办公室印发通知，自2022年3月22日0时起，对省外返豫入豫人员在查验48小时内核酸检测阴性证明措施基础上，实施省外返豫入豫落地即赋黄码、三天两次核酸检测等健康管理措施。截至2022年6月端午节假期，该政策仍继续实施，但对于已经报备的货车司机入豫则不再赋黄码。6月8日，郑州市发布通告，低风险地区且所在地区近期无较多感染者来（返）郑人员，查验健康码、行程码即可入郑，入郑后落实常态化核酸检测措施。6月18日，郑州市调整上海入郑人员防疫政策，实行“7天集中隔离+3天居家健康监测”；翌日政策再度调整为“7天集中隔离+7天居家健康监测”（除高校学生外）。
3月中旬开始，河南多地加强场所管控。其中，郑州市所有人员密集、密闭型非生活必需的休闲娱乐场所暂停营业，主要包括棋牌室（麻将馆）、网吧、KTV、游艺游戏室、密室逃脱、剧本杀等密闭性场所；所有宾馆（酒店）、民宿及具有留宿功能的场所须严格落实入住人员测量体温，查验健康码、行程码，查验48小时内核酸检测阴性证明等疫情防控措施；各旅游景区、影剧院、图书馆、博物馆等公共场馆落实“限量、预约、错峰”要求；监所、福利机构、养老服务机构、精神卫生机构实行全封闭管理。洛阳全市辖区内互联网上网服务营业场所（网吧）、歌舞娱乐场所（KTV）、游艺娱乐场所等人员聚集密闭场所暂时关闭；淅川县暂时关闭文化娱乐等场所；焦作市暂时关闭棋牌室、酒吧、KTV、桌游室、影剧院、网吧等非生活必需场所。

#### 商丘市
3月14日，商丘市永城市发现一例核酸阳性人员。该人员在3月13日6时15分在上海虹桥站乘坐G1802次列车，当日9时59分到达永城北站，永城市在高铁站北出口对省外来（返）商人员例行核酸检测中发现，其核酸结果异常，3月14日7时永城市疾病预防控制中心对其进行双采双检，核酸结果阳性。
4月1日，宁陵县通报新增1例确诊病例，该病例曾到过淮安市、上海市和苏州市。同日永城市在对集中隔离点省外返回人员常规核酸检测中，发现3例核酸初筛阳性，市疾控中心复核结果阳性，经专家组诊断为无症状感染者，三人均为自上海返回永城的人员。警方侦查发现赵某林、苗某虎从上海将多名乘客拉回永城，未按规定向社区报备，未持48小时核酸证明。期间为逃避疫情防控检查，赵某林又指使闫某庆配合其在中途将乘客换乘并绕道进入永城市。赵某林、苗某虎、闫某庆三人将乘客运至目的地后离开现场，事先报备的乘客随后被送至隔离点，其中三名乘客核酸检测结果为阳性，诊断为无症状感染者。4月1日，经流调发现后，赵某林、苗某虎、闫某庆被送至隔离点，赵某林、闫某庆核酸检测结果为阳性，诊断为无症状感染者。赵某林、苗某虎、闫某庆在明知有传播疫情风险的情况下，不遵守防疫规定，违规从中高风险地区私自拉客返回永城市，并多次出入公共场所，其行为触犯《中华人民共和国刑法》第三百三十条之规定，涉嫌妨害传染病防治罪，已被公安机关依法采取刑事强制措施。
4月19日，民权县在对援建上海方舱临时隔离用房返乡人员核酸检测时，发现2人核酸检测结果为阳性。

#### 洛阳市
3月17日，洛阳市孟津区通报该地发现1例确诊病例，该病例在3月13日15时15分，在南京站乘坐K2186次列车于14日凌晨3时到达洛阳站，同车厢有2名陕西籍确诊病例。
4月27日0时至3时，西工区在集中隔离点发现1例确诊病例和1例无症状感染者，两人均为支援上海方舱医院建设点对点返洛直接进入隔离点人员。

#### 焦作市
3月18日，焦作市修武县发现5例初筛阳性，后经焦作市疾控中心复核，结果均为阳性。其中病例1、2于3月12日10:05从上海虹桥站乘坐G1948次列车于当日16:05到达武陟站。

#### 信阳市
3月19日，信阳市浉河区在对自上海返信人员进行核酸检测时，发现1例初筛阳性人员，后经市疾控中心和浉河区疾控中心复核为阳性，被诊断为确诊病例。该病例3月17日14:06从上海南站乘坐K1107次列车返回信阳。
3月29日下午，息县在对自上海返息集中隔离人员进行核酸检测时，发现1例初筛阳性人员，后经市疾控中心复核为阳性，被诊断为无症状感染者。该人员3月24日18时从上海宝山区杨行镇驾车离沪，于3月25日4时左右从息县小茴店镇下高速。
3月30日，潢川县在集中隔离点核酸检测中发现初筛阳性病例1例，经信阳市疾控中心实验室复核为阳性，被诊断为无症状感染者。该人员3月28日乘坐D3205次列车，11：03到达宁波，18：01换乘K166次列车，于3月29日6：00到达潢川站。
3月31日，淮滨县在核酸检测中发现1例上海市返乡人员初筛异常，经信阳市疾控中心复核结果为阳性，被诊断为无症状感染者。后又在集中隔离人员例行核酸检测中发现2人核酸初筛异常，4月1日下午经信阳市疾控中心复核结果二人均为阳性，分别诊断为确诊病例（系前述无症状感染者的母亲）和无症状感染者（系前述无症状感染者的儿子的女友）。
4月10日，罗山县在对集中隔离人员例行核酸检测中，发现初筛阳性病例1例，11日3时经信阳市疾控中心复核结果为可疑，12日17：40经信阳市疾控中心复核为阳性，被诊断为确诊病例（轻型）。该病例系援建上海市方舱医院工人。

#### 郑州市
3月19日，郑州市郑东新区报告1例无症状感染者，该病例3月15日从上海长宁区打车到虹桥机场，乘坐CA1837航班从上海到广州，3月16日17:50乘坐HU7287航班从广州到郑州。郑州市也因此自3月21日9:00起，在金水区等8个城区（含开发区）开展全员核酸检测。
3月25日，荥阳市报告1例与临颍县疫情有关的无症状感染者。
3月28日，郑州市经开区出现2例无症状感染者，两人为母女关系，3月24日乘坐G1818次高铁由上海虹桥站返至郑州东站。
3月29日，郑州市新增2例无症状感染者，其中一人为上海市中学生，郑州住址在金水区兴达路街道鸿园玉兰苑。
3月30日—31日，郑州市出现1例无症状感染者和1例确诊病例，其中一人为货车司机，曾在上海活动。
4月8日，郑州市发现1例确诊病例和2例无症状感染者，其中有2人自上海返郑，分别乘坐Z216次列车和G1818次列车。
4月10日0时至11日11时，郑州市发现2例无症状感染者和1例确诊病例，均从上海参与外派工作后出发返回郑州。
4月11日14时至12日15时，郑州市发现2例确诊病例和3例无症状感染者，其中有4人为从上海参与外派工作后出发返回郑州。
4月13日至14日，郑州市发现11例无症状感染者，其中9人为援建上海返郑人员，2人为自上海返回的货车司机和同住家属。
5月31日，郑州在上海返郑人员集中隔离点例行核酸检测筛出1例无症状感染者，病例是一名学生。
6月3日，郑州新增2例无症状感染者，均为上海返郑人员。

#### 开封市
3月20日，开封市杞县在上海返乡人员就诊中发现1例初筛阳性人员。

#### 周口市
3月21日，周口市太康县在中心城区开展全员核酸检测。22日，检测结果显示1例核酸检测阳性和2例初筛阳性人员，病例1经当地市县疾控中心复核为阳性。截至3月23日下午，太康县已报告确诊病例8例、无症状感染者1例、初筛阳性人员2人。周口市疾控中心主任冷冰介绍，经省疾控中心基因测序和分析比对，本次疫情病毒为奥密克戎毒株，与上海疫情病毒序列高度同源，但具体传入方式尚不明确，零号病例尚未找到。结合流行病学调查和病毒学特征，此次疫情3月16日前已经开始在太康本地隐匿传播。病例涉及餐馆、学校、社区等，并出现家庭聚集疫情，所发现的病例传播链条比较清晰，均与合众轩烩面馆相关联。
4月5日，太康县通报6起涉疫违法案件依法处理情况。其中，周口市淮阳区居民王某全从省外疫情中高风险地区来太康后，未按疫情防控规定及时向社区报备并采取居家隔离等相关防控措施，在3月16日至23日期间频繁出入公共场所，且在3月23日核酸初筛阳性后，仍对流调人员故意隐瞒行程，致使多人感染疾病，严重损害、影响群众健康安全和生产生活。3月27日，太康县公安局依据《中华人民共和国刑法》第三百三十条规定，对王某全以涉嫌妨害传染病防治罪立案侦查。王某全到访过的烩面馆因不执行扫码、测温等疫情防控措施，致该烩面馆服务人员、就餐人员多人感染疾病，太康县公安局依据《中华人民共和国刑法》第三百三十条规定，对该饭店负责人赵某洋以涉嫌妨害传染病防治罪立案侦查。另外太康县高贤乡居民徐某辉违反疫情防控规定，组织百人以上寿宴聚会，致使多人感染疾病，严重损害、影响群众健康安全和生产生活。3月26日，太康县公安局依据《中华人民共和国刑法》第三百三十条规定，对徐某辉以涉嫌妨害传染病防治罪立案侦查。
5月1日，扶沟县疫情防控指挥部接周口市疫情防控指挥部转开封市祥符区疫情防控指挥部协查通报，一辆轿车从上海浦东新区返回开封，途中经停大广高速扶沟服务区，车上同乘4人，其中1人核酸检测结果阳性。
5月19日22时，商水县在对集中隔离点即将解除隔离返乡人员例行核酸筛查中，发现1名隔离人员核酸检测结果异常，于5月20日1时经县疾病预防控制中心复核，判定为无症状感染者。该无症状感染者系在上海市某工地商水籍务工人员。提前三天向所属地报备，5月5日19时左右自驾到达宁洛高速商水站，点对点闭环转送至县集中隔离点。

#### 漯河市
3月24日，漯河市临颍县新增2例无症状感染者，其中个案1在3月15日自上海乘坐K1048次列车返漯，随后在密切接触者流调、管控和核酸检测过程中新发现确诊病例1例、无症状感染者4例，均为前述个案的家人。24日漯河市发布通告，要求全市居民非必要不离漯、不跨县区流动。对外地涉疫地区返漯人员加强引导，一律暂停返漯；加强对上海市、周口市太康县等涉疫地区入（返）漯人员排查。此外，各类非生活必须的营业场所和单位一律暂停营业；餐饮场所暂停堂食；政务服务大厅、信访接待大厅、宗教场所等人员聚集场所暂停开放；聚集性活动一律停办。25日，临颍县新城街道办事处辖区、杜曲镇东徐庄村调整为中风险地区，并划定封控区、管控区，临颍县除封控区域、管控区域以外的其他区域为防范区。全县学校及各类培训机构暂停线下教学；药店暂停退热、止咳、抗生素、抗菌素等药品销售；公共交通、出租车、网约车暂停营运。

#### 南阳市
3月27日，南阳市镇平县发现1例初筛阳性病例，该病例于3月24日乘坐G3174次列车由上海虹桥站出发，16时02分抵达郑州东站；16时45分转乘G7981次列车由郑州东站出发，约18时08分抵达南阳东站，随后乘坐网约车返回镇平家中。
5月20日早上7时，南召县疫情防控指挥部在对县集中隔离点隔离人员进行例行常规核酸检测时，发现1例阳性感染者。该感染者5月12日晚9时驾乘私家车从上海返回，返回前经过严格落实报备制度，提前告知所在乡镇、行政村，于5月13日上午10时抵达南召县城高速路口。

#### 驻马店市
3月27日，驻马店市泌阳县新增一例无症状感染者，该病例3月19日从深圳市龙岗区平湖街道福星路驾驶厢货车至武汉，其后到访过上海市。3月29日，泌阳县新增无症状感染者1例，系病例1妻子。

#### 许昌市
4月5日，许昌市襄城县发现1例无症状感染者，经调查显示该人4月3日自上海浦东新区临港方舱医院出发返襄。

#### 濮阳市
4月13日，濮阳经济技术开发区在对上海“点对点”返乡集中隔离人员例行核酸筛查中，发现1例无症状感染者，系援建上海方舱返乡人员，濮阳经济技术开发区皇甫街道办事处太行村村民。
4月25日，濮阳县在对援建上海方舱医院“点对点”返乡集中隔离人员主动核酸筛查中，发现5例阳性人员。
6月2日9时，范县在对集中隔离点上海返乡人员例行核酸检测时，筛查出2例无症状感染者。

### 湖北省
3月15日，十堰市茅箭区在集中隔离点例行核酸检测中，发现1例阳性感染者，系外省来堰探亲人员。该感染者持48小时内核酸检测阴性证明，于3月14日乘坐D3068次列车（上海虹桥站始发），15时30分到达汉口站，16时9分换乘G1041次列车，18时48分到达十堰东站。疫情防控工作人员在出站口进行例行查验行程码时，发现其来自管控区域，立即闭环转运至茅箭区集中隔离点。3月15日，在隔离点核酸检测为阳性，立即送定点医院接受集中隔离医学观察。
3月22日，根据湖北省疫情防控指挥部推送的外省协查信息，崇阳县疫情防控指挥部对1名外省返鄂人员落实集中隔离并进行核酸检测。3月23日，核酸检测结果为阳性，诊断为无症状感染者。3月27日，崇阳县公安局通报，该人员乘坐私家车从上海市嘉定区返回崇阳，故意隐瞒行程，未向户籍地村委会、居住地社区主动报备，未遵守疫情管控要求及时落实集中隔离，涉嫌妨害传染病防治罪，已被公安机关立案侦查。
3月27日，黄梅县接外省通报，来自江苏省宿迁市的货车司乘人员接到指令后随即就近停靠在沪渝高速界子墩高速服务区，两位司乘人员未下车。经核酸双采双检，发现1例阳性感染者，随即用负压救护车闭环转运至定点医院。黄梅县疫情防控指挥部连夜对其密切接触者及其他风险人员进行流调排查、隔离管控、采样检测，对服务区实行临时封控管理，对外环境进行采样监测，并完成消毒消杀。目前人员及环境核酸检测结果全部为阴性。鄂州市在集中隔离人员采样复检中发现1例阳性感染者，该感染者持24小时内核酸检测阴性证明和健康码“绿码”，于3月26日乘坐G1768次列车20:20到达汉口站，在出站口开展落地核酸采样后，21:04转乘出租车于21:50左右到达武昌区中南路武珞路口，乘坐网约车，约23:00直接到达鄂州市鄂城区亚朵酒店集中隔离点隔离，返回鄂州途中已向社区报备。3月27日8:20，在隔离点核酸检测结果为阳性。
3月29日，孝感市大悟县在社区排查采样复检中发现1例阳性感染者，系外省返乡人员。该人员于3月26日6时53分乘坐G1772次列车11时08分到达武汉站，14时03分从武汉站乘坐G552次列车到达孝感北站，后乘坐私家车返回大悟县经济开发区西岳路社区兴悟中心花园居住地。
3月30日，麻城市在对集中隔离人员例行核酸检测时，发现一例阳性感染者，该阳性感染者于3月29日12：03从上海虹桥站乘坐G1956次列车，13：36到达南京南站，16：18站内换乘D3083次列车，18：28到达麻城北站。大冶市也在对集中隔离点例行核酸检测时，发现一例无症状感染者，系3月30日中午上海返冶人员。同日，汉川市公安局接武汉警方通报，汉川籍由沪返鄂人员刘某在汉口火车站出站后，防疫人员对其查验行程码和车票信息，并按防疫相关规定准备送其去核酸检测并隔离，在前往转运车途中，刘某趁防疫人员不备逃走，后乘坐出租车自行回到汉川。汉川市公安局于31日凌晨1时30分许将刘某找到，并立即联系卫生防疫部门将其送至隔离点。经核酸检测结果为阴性，目前正在隔离观察。待其隔离期满后，汉川警方将依法依规对刘某违法行为从严从重处理。
3月31日，阳新县在对集中隔离人员例行核酸检测时，发现1例无症状感染者，系30日外省返乡人员，当日落地核酸检测结果为阴性，31日复检呈阳性。该无症状感染者于3月29日乘车从上海闵行区返回黄石。
4月3日，大冶市在集中隔离点例行核酸检测时，发现一例无症状感染者，系上海返冶人员。该无症状感染者3月31日上午从上海虹桥站出发，乘坐G1501列车，13:43到达南昌西站，换乘G648列车于下午17:00到达大冶北站，随即闭环转运至隔离点。
4月9日，武漢市新增10例无症状感染者中有1例是上海返汉人员。該位人士3月25日前往上海参与方舱医院建设。翌日，武汉市新增12例无症状感染者，其中有4人系在上海参与方舱医院建设返汉人员。4月11日，新增12例无症状感染者，其中2人为上海返汉人员，在上海参与方舱医院建设。4月12日，武汉市新增7例无症状感染者，其中3人为上海返汉人员。13日，武汉市新增22例无症状感染者，其中17例为赴外省援建方舱医院返汉人员。4月14日，武汉市新增1例确诊病例和13例无症状感染者，其中7例为赴外省援建方舱医院返汉人员。15日，新增28例无症状感染者，其中13例为赴外省援建方舱医院返汉人员。
4月13日，宜昌市猇亭区在高速路口对外省来宜货车司机核酸检测中，发现一例阳性感染者，该人员4月11日14时11分在沪渝高速猇亭收费站下高速，在出口开展落地抗原及核酸检测结果均为阴性。
4月20日，汉川市在对集中隔离点外省返乡人员进行第3次例行核酸检测中发现1例阳性感染者（严某，男，59岁），经复核及专家会诊确定为无症状感染者。该患者4月18日1时23分因脑梗从上海负压救护车全程闭环转运至汉川市隔离救治病区集中隔离治疗。4月18日、4月19日两次核酸检测结果均为阴性。4月20日核酸检测结果为阳性，随后转运至武汉市金银潭医院治疗。同日，枝江市新增2例无症状感染者，其中1例为外省过境长途货车司机、1例为外省务工返宜人员，均从上海出发。
5月12日，天门市发现1例外省输入复阳无症状感染者，该人员4月10日入住上海方舱医院，4月17日出院。4月30日10：00包车由上海到达天门随岳高速天门出口，社区工作人员引导至汇侨分院隔离点集中隔离。
5月20日，鄂州市华容区在对集中隔离人员进行例行核酸检测时发现1例阳性感染者，该感染者于5月17日12:20自上海乘坐G1387次16:08到达南昌西站，17:53乘坐D2036次20:11到达武汉站，随后由武汉市防指闭环转运至隔离酒店隔离，在武汉集中隔离期间核酸检测结果均为阴性。5月19日16:30由武汉市防指专车送往武汉站，16:41乘坐D2241到达鄂州站，经现场核酸采样且抗原检测阴性后，鄂城区防指安排专人专车将该感染者闭环转运至集中隔离点隔离。5月20日核酸检测结果为阳性。

### 湖南省
3月17日，湘阴县疾病预防控制中心报告1例外地返回人员初筛阳性感染者，经专家组会诊诊断为确诊病例（轻型）。该病例3月15日11时乘坐私家车自驾从上海浦卫公路上高速（途经上饶等地），22时30分在长沙市树木岭下车，晚上住长沙市雨花区自然岭新塘组出租房内，翌日回湘阴县新泉镇进行核酸检测。
3月30日，衡东县在省外返衡人员中检出1例确诊病例，该人员3月27日乘坐T81次列车由上海南返衡阳。同日16时，娄底市疫情防控指挥部接到铁路部门通报，G2190次（成都东至上海虹桥）列车列车长唐某被检出核酸阳性，列车行程被中断，停靠娄底南站，对相关人员进行管控。经专家组会诊，唐某被确定为确诊病例（轻型）。
3月31日，长沙市在外地来长人员中检出一例感染者，该病例于3月29日从上海抵达长沙，落地核酸检测为阴性；30日再次进行核酸检测，31日反馈初筛阳性，经长沙市疾控中心复核确认阳性。
4月1日，益阳市赫山区在集中隔离管控的上海返益人员中发现1例确诊病例（轻型），该人员3月30日乘坐G1301次列车从上海虹桥驶往长沙南站，后乘坐商务车返回益阳。同日，衡阳市蒸湘区在集中隔离人员例行核酸检测中发现1例确诊病例（轻型），3月27日乘坐T81次列车（与衡东确诊病例陈某桂同车厢）由上海南返衡阳。
4月3日，涟源市在G2190次列车集中隔离管控人员中发现1例确诊病例（轻型）。
4月21日，邵阳市新邵县在集中隔离管控的上海返乡人员中发现6例确诊病例，均为援建上海方舱医院返乡人员。
4月24日，长沙市在对外地来长管控人员例行核酸检测中发现2例阳性感染者，分别是上海市某金融公司员工和上海市某单位实习员工。

### 福建省

#### 泉州市
3月23日，浙江省温州市接通报，泉州市1名确诊病例曾于3月19日8:18乘坐动车D3201从上海前往泉州，该病例3月21日在泉州确诊，18日出现症状。

#### 莆田市
3月29日，莆田市涵江区在对外省市返莆人员进行核酸检测时，发现曾某初筛阳性，经复核为确诊病例。经调查，曾某3月15日前往上海市某区帮助在菜市场的同乡贩卖蚕豆，25日出现咳嗽、流涕症状后自行去药店购买感冒药服用，27日在上海某医院核酸检测初筛阳性，28日上午接到上海相关单位通知核酸复查后拒不配合，在明知可能已感染病毒的情况下，于28日上午购票乘D3205次动车离开上海到达莆田站，后乘坐网约车回家，造成其乘坐的动车同车厢外省市201人密接，在莆田导致其妻子李某、网约车司机赵某感染病毒、10人密接、47人次密接的严重后果，其行为违反了疫情防控相关规定，涉嫌妨害传染病防治罪。3月31日，公安机关已依法对曾某立案侦查并采取刑事强制措施。

#### 厦门市
3月30日0时至18时，厦门市新增2名确诊病例、2名无症状感染者和1名阳性感染者，五人均从上海出发抵厦。
5月10日，厦门市在省外入厦集中隔离人员中发现2例确诊病例。上述2例病例于5月7日共同乘坐G7375次列车从上海虹桥站前往衢州站，换乘G1675次前往福州站，再次转乘G325次列车抵达厦门北站，抵厦后即点对点闭环转运至定点酒店集中隔离。

#### 福州市
3月31日，福州市仓山区在对外地来榕重点人群核酸检测主动筛查中，发现2例核酸初筛阳性，经福州市疾病预防控制中心复核为阳性，其中一人为货车司机，自上海出发。同日，台江区应对新型冠状病毒感染肺炎疫情工作指挥部发布通告，在对外地阳性病例的密切接触者协查中发现1例新冠肺炎病毒核酸初筛阳性，经福州市疾病预防控制中心复核为阳性。该人员3月28日11:09从绍兴北站乘坐D3205车次列车，15:57到福州南站下车。
5月3日，晋安区在对上海入榕集中隔离人员例行核酸检测筛查中，发现1份样本核酸初筛阳性，经福州市疾病预防控制中心复核为阳性。该人员5月1日从上海乘坐G7375次至浙江衢州，换乘G1675次到达福州站。

#### 宁德市
3月31日凌晨，宁德市霞浦县在对已居家医学观察人员的核酸检测中，初筛发现3名（一家三口）上海返霞人员林某某、林某某、蔡某某呈阳性，后经宁德市疾控中心复核为阳性。三人在3月28日11：54乘坐G7591次高铁从上海虹桥前往温州南站，16：47转乘G197高铁前往霞浦，于17：48抵达霞浦站。另外东侨开发区在对已集中隔离人员进行核酸检测时，初筛发现一名隔离人员朱某某核酸检测为阳性，经宁德市疾控中心复核为阳性。该人员3月28日乘坐D3205次动车，从上海虹桥前往宁德，于15:30到达宁德站。福安市也在对已集中隔离人员进行核酸检测过程中，初筛发现1名境外入福安人员黄某某呈阳性，后经宁德市疾控中心复核为阳性，该人员3月7日—3月28日在江苏南通隔离，隔离结束后于3月28日乘坐D3141次列车抵达福安站。
4月16日，霞浦县收到福建省疾控中心转来上海市徐汇区协查函，2名上海阳性感染者曾在霞浦县境内活动。

### 贵州省
3月23日，黔东南州卫生健康局报告1名省外返乡人员核酸检测结果异常，该人员现居三穗县文笔街道新陆国际小区，系3月16日省外返乡人员。3月16日乘上海航空FM9457航班从上海抵达贵阳龙洞堡机场，在机场进行核酸采样后乘出租车前往贵阳北站，16:30乘G2108次高铁前往三穗，于17:35到站。后乘出租车前往三穗县文笔街道新陆国际小区。其先后于17日、19日、21日经三穗县人民医院核酸检测结果均为阴性，23日报告其核酸检测结果异常，24日经黔东南州疾控中心复核，结果为阳性。
3月29日，贵阳市报告省外输入1例确诊病例，该人员3月26日10时35分自上海浦东机场乘MU9069次航班，于22时至揭阳潮汕机场，同日转乘GY7182次航班于3月27日0时27分抵达贵阳龙洞堡机场。
3月30日，六盘水市报告1例无症状感染者，该人员在3月28日乘HO1209次航班返黔，于13：31到达贵阳龙洞堡机场。14：20从7号出口乘出租车前往贵阳北站，14：51到达贵阳北站后在28B检票口候车约3小时。18：31乘C6033次列车，于19：58到达六盘水站，出站后在火车站广场边乘出租车，20：39抵达蝴蝶湾小区。同日，贵阳市1名省外来黔人员核酸检测结果出现异常。该人员3月28日、29日在省外开展核酸检测，结果均为阴性后，于29日17：23-19:42从上海乘航班9C8885抵达贵阳龙洞堡机场。3月31日经贵阳市疾控中心复核，其核酸检测结果为阳性，经省级专家组诊断为确诊病例（轻型）。
4月2日，黔西南州兴义市新增1例外省返乡无症状感染者，该人员3月28日19时56分从上海乘K231次列车返黔。
4月13日，铜仁市松桃县新增1例省外返黔闭环管理人员阳性，系上海市返黔人员。
4月27日，铜仁市江口县在隔离管控人员中发现1名核酸检测结果异常人员，该人员4月25日从上海返黔。
5月4日，铜仁市卫生健康局报告在集中隔离管控的省外返黔人员中发现一名核酸检测结果异常人员，该人员5月3日23:50自驾车从上海市嘉定区出发（已提前向目的地报备）。
5月5日，黔东南州卫生健康局报告1名集中隔离管控的省外返乡闭环管理人员核酸检测结果异常，该人员5月3日自驾车从上海市浦东新区出发（已提前向目的地报备）。
5月6日，铜仁市在集中隔离管控的省外返黔人员中发现一名核酸检测结果异常人员，该人员5月3日乘自驾车从上海市嘉定区出发（已提前向目的地报备）。
5月9日，遵义市务川县报告1例省外返黔闭环管理人员阳性，该人员5月7日自驾车从上海市浦东新区出发（已提前向目的地报备），5月8日15时38分到达务川自治县南站高速收费站。黔东南州岑巩县报告1例省外返黔闭环管理确诊病例，该人员5月8日自驾车从上海市浦东新区出发（已提前向目的地报备），5月9日上午7时06分到达岑巩县高速收费站。
5月10日，黔东南州岑巩县新增1例核酸检测结果异常人员，该人员5月8日自驾车从上海市浦东新区出发（已提前向目的地报备），5月9日上午7时06分到达岑巩县高速收费站。
5月11日，贵州省新增阳性感染者4例，其中有三人从上海市浦东新区出发。
5月13日，黔南州罗甸县发现1名核酸检测结果异常人员，系上海市浦东新区返黔。
5月14日，遵义市务川自治县新增1例省外返黔闭环管理人员阳性，该人员5月11日18时30分乘自驾车从上海市浦东新区出发。

### 广东省
3月25日，广东省汕尾市陆丰市在重点地区返陆人员筛查中，检出1名初筛阳性病例。该人员于3月24日从上海市乘坐MU9069航班抵达揭阳潮汕国际机场，在机场进行核酸采样后乘出租车返回陆丰市。3月26日，汕尾市红海湾经济开发区在重点地区返汕人员筛查中，检出2名初筛阳性病例，两人均于3月25日从上海虹桥机场乘坐9C8957航班到揭阳，随后乘坐网约车返回红海湾经济开发区。该地发现病例后，随即采取管控措施，暂停大型会议、论坛、培训、演出、展销促销、民俗、宗教等聚集性活动；密闭通风不良场所暂停营业，餐饮场所取消堂食；学校暂时停课。汕尾市疾控中心相关负责人介绍，根据流调结果，汕尾市3月25日、26日新增3例病例均与上海市宝山区杨行镇海鲜（水产）市场有关联。
3月26日，汕头市疾控中心发布通告，通告透露上海本轮疫情已外溢至深圳、东莞、珠海、汕尾和清远5市。
3月27日，茂名市化州市在重点地区来（返）化人员主动检测中发现1例疑似阳性，与上海宝山区江阳水产市场有关联。该人员3月24日从上海搭乘9C8895航班到湛江吴川机场，11:10搭乘出租车返回化州雄大御花苑家中。
3月28日，清远市政府发布通报，3月26日、27日，清远市在对外省推送的重点人员排查中，发现2例新冠肺炎无症状感染者。两人于3月22日驾驶车辆从上海出发前往海南，于3月25日途经清远市。
3月29日，一名从上海经广州到达珠海的男子于22时许到香洲区拱北乐天假日酒店入住。该酒店明知其有上海行程轨迹，但未遵守防疫要求，仍为其办理了入住手续，其行为涉嫌违反疫情防控相关规定，公安等部门已依法启动调查程序予以处理。
3月30日，珠海市在香洲區發熱門診就診人員中發現一宗本地確診個案，患者現住香洲區鉑爾曼酒店，為外地返珠人員。經初步流調，該病例3月10日從珠海前往外地，3月27日6:30從上海虹橋機場搭乘吉祥航空HO1159於9:10抵達珠海金灣機場，搭乘網約車返回珠海市香洲區，期间到访过富華里。香洲区新型冠状病毒肺炎疫情防控指挥部发布通告，富华里划为管控区，拱北、前山、梅华部分区域开展大规模核酸筛查。该人员因抵珠后未严格落实有关防疫要求，多次到公共场所活动，引发疫情传播风险，涉嫌违反疫情防控相关规定，公安等部门已依法启动调查程序予以处理。
3月31日，汕头市龙湖区发现1例新冠肺炎无症状感染者。该人员于3月26日从上海虹桥站乘坐D2287次动车抵达潮汕站，随后在潮汕站转D7149次动车抵达汕头站。同日，中山市在重点地区来返粤人员中发现1例确诊病例（轻型），3月30日下午乘坐G1305次列车从上海返粤，当晚抵达广州南站，随后换乘私家车来到中山市港口镇。惠州市惠阳区报告1例无症状感染者，系一名货车司机，在惠无固定住所，近14天有山东、天津、上海、江西等地旅居史。佛山市南海区发现1例外来无症状感染者，该名人员搭乘FM9607航班（上海虹桥——广州白云）来粤，在机场采样后乘出租车前往桂城桂澜北路万达广场D座。当晚10时，接广州市疾控中心通报，该名人员核酸检测结果为阳性。
4月1日，珠海市新增1例本土无症状感染者，该人员3月28日在上海虹桥站搭乘G1305次列车抵粤，3月29日晚乘坐出租车抵达珠海，3月30日凌晨被社区转送到集中隔离点。
4月2日，揭阳市揭东区发现2例新冠病毒无症状感染者，2人均系从上海驾驶同一辆物流运输车辆进入揭阳市揭东区的货车司机。
4月3日，珠海市新增1例本土无症状感染者，该人员4月2日在上海虹桥站搭乘G1305次列车抵达广州，4月3日由广州南站搭乘动车C7601抵达珠海站，到站后即被闭环转送至集中隔离酒店。另外，4月1日新增的本土无症状感染者也于当日转为确诊病例。另外佛山市南海区元岗村在居家隔离人员（外省来佛）中发现1例无症状感染者，该人员3月31日从上海搭乘T81列车到广西贺州，4月1日转乘D2955列车来佛，到站采样，核酸检测结果为阴性。抵达后一直居家隔离，4月3日社区上门采样，核酸检测结果为阳性。
4月6日，潮州市饶平县警方发布消息称，饶平居民朱某岳於3月27日自上海乘坐動車返回饒平，原本按照潮州市防疫規定，需落實居家隔離措施。惟朱在居家隔離未滿的情況下擅自離開隔離地點，其行為造成潛在的疫情傳播風險，饶平警方其后對違反居家隔離規定的朱某岳行政拘留5日。
4月8日，广东省广州市卫生健康委员会发出通报，4月7日0时-24时，广东省广州市番禺区钟村街道发现一名本土无症状感染者，男，30岁，中国籍。他于3月29日乘坐高铁G85列车（上海虹桥站至广州南站）来穗，入住番禺区钟村街钟韵路8号七天酒店。来穗后3次核酸检测结果为阴性，4月7日核酸初筛阳性，疾控部门复核阳性，即转广州医科大学附属市八医院隔离治疗。随后，广州市番禺区在钟村街道划分了封控区、管控区和防范区。番禺区随后发布通告，在大石街道、钟村街道、石壁街道、沙头街道开展区域核酸检测工作，钟村街道多所中小学及幼儿园停止线下教学，待三天两检结果均为阴性则可恢复正常教学。大石街道社区卫生服务中心及辖下两服务站停诊，番禺区星海青少年宫7日起暂停所有线下课程及活动。
4月9日，英德市公安局通报，居民吴某于3月25日自上海返回英德，按照疫情防控规定，需落实居家隔离措施，但吴某在居家隔离期限未满的情况下擅自离开隔离地点，前往多个人流密集场所。吴某系因其同航班有确诊病例被判定为密切接触者，其行为造成潜在的疫情传播风险。英德警方经调查取证后，根据《中华人民共和国治安管理处罚法》有关规定，对吴某依法作出行政拘留10日的处罚。
4月12日，江门市恩平市新型冠状病毒肺炎疫情防控指挥部办公室发布通告，4月12日凌晨3:30，恩平市接到外市通报，发现1例阳性感染者。该阳性个案3月18日从哥斯达黎加经上海入境，4月11日上午8:47从上海乘坐D2281次列车于19:36到达惠州市。采样后于21：30从惠州市乘坐网约车，于4月12日凌晨2:00抵达恩平市恩城街道幸福名都小区家中，无外出。恩平市在恩城街道幸福名都小区及其周边采取管控措施，并开展区域核酸筛查。
4月13日，深圳市新增本土感染者21例，其中20例为赴外省援建方舱医院返深人员。4月14日新增8例感染者，其中1例诊断为确诊病例，7例诊断为无症状感染者，均为外省援建方舱医院返深人员。4月15日新增4例感染者，其中2例诊断为确诊病例，2例诊断为无症状感染者，均为外省援建方舱医院返深人员。4月16日，深圳新增8例感染者，均在外省来深人员排查中发现；其中6例诊断为确诊病例，2例诊断为无症状感染者。病例1-6为外省援建方舱医院返深人员，病例7-8为外省来深人员。
4月14日，汕头市潮南区发现省外返汕人员吴某在潮汕站核酸检测结果为初筛阳性，经市疾控中心复核为阳性，诊断为无症状感染者。该人员4月13日从上海虹桥站乘坐D2283次列车抵达潮汕站。
5月8日，汕尾陆丰市在外省返粤闭环管理人员主动检测时发现1例疑似阳性。该人员5月4日从上海宝山区乘坐包车出发到达浙江省嘉兴平湖市，后从浙江省嘉兴平湖市换乘包车回到桥冲镇。

### 重庆市
3月26日，重庆市南岸区报告1例本土无症状感染者。初步调查显示，该人员于3月24日自上海市乘坐9C8995航班抵达重庆，3月25日到社区报备后被隔离管控。30日，在重点管控人员核酸检测中发现1例确诊病例，该人员3月25日自市外乘坐9C8995航班抵达重庆，3月25日、3月27日两次核酸检测结果均为阴性。3月30日，在重点管控人员核酸检测中结果呈阳性。31日又发现无症状感染者，系南岸区确诊病例1的密切接触者。

### 河北省
3月28日，保定市蠡县检测发现一名阳性感染者，系在隔离管控人员中检出。经流调排查，该病例3月18日—3月26日在上海市进行过9次核酸检测，23日上午8:00混检结果异常、当日复检阴性。3月26日与一名蠡县同乡乘出租车到上海虹桥站，10:44乘G124次列车，15:45在沧州西站下车，17:15乘坐救护车于18:25到达沧榆高速河间服务区，随即乘出租车返回蠡县大曲堤镇。到村后落实单人单户居家隔离。截至3月28日24:00，密接、次密接和重点人员共140人核酸检测结果全部为阴性。
4月1日6时38分，邯郸市鸡泽县在对集中隔离点例行检测时发现1例核酸检测初筛阳性感染者，系上海返鸡泽县人员，经专家研判确定为无症状感染者。
4月4日，石家庄市元氏县在隔离点发现1例无症状感染者，系3月31日从上海市返石大货车司机。15日，该县又发现一例无症状感染者，为元氏县货车司机，4月14日由外省市返石，系河南省疾控中心协查人员。4月4日至13日，该人员驾驶货车自元氏县出发，先后前往河北沧州、四川绵阳和眉山、上海、湖南湘潭、江西萍乡、湖南常德等地装卸货。4月3日、4日、7日、9日、11日核酸检测结果均为阴性，4月13日12时在湖南太子庙高速口核酸检测10：1混检结果阳性，4月14日7时，在河南平顶山服务区核酸快检结果异常。

### 山东省

#### 济南市
3月29日，济南市报告新增本土无症状感染者1例，该病例在上海市从事保洁工作，3月27日自上海南站乘坐K48次列车返回济南，29日章丘区疾病预防控制中心复核核酸检测结果阳性，立即经120负压救护车转运至山东省公共卫生临床中心（济南市传染病医院）隔离观察治疗。30日，济南市报告4例阳性感染者，均系3月29日章丘区报告无症状感染者关联阳性感染者。
3月30日晚，济南市文化和旅游局发布《关于暂停全市文化旅游行业单位经营活动的紧急通知》，要求自即日起，济南市公共文化场馆、网吧、KTV、电子游戏游艺场所、影剧院、棋牌室、营业性演出场所、A级旅游景区室内密闭场所等暂停经营活动；暂停旅行社和旅游在线企业经营旅游业务。济南市商务局也发布《关于暂停全市餐饮（堂食）洗浴足疗等经营场所经营活动的通告》，全市餐饮经营场所暂停堂食，可提供到店自取、外卖订餐服务；洗浴、足疗等经营场所暂停开放。济南市历下、市中、槐荫、天桥、历城、长清、章丘、高新、南山等九区中小学、幼儿园、校外培训机构自3月30日起全面启动线上教学。
4月4日，济南市新冠肺炎疫情防控新闻发布会上通报，截至4月3日24时，济南本轮疫情累计报告阳性病例17例（无症状感染者8例，轻型6例、普通型3例）。经市疾控中心基因测序，
商河县3例病例病毒序列均为奥密克戎BA.2，与省外重点疫区来源地序列一致。初步判定，源头为省外来济货车司机传入。济南市本轮疫情有三条传播链条，第一条是通过K48次列车输入（11人），第二条是通过G138次列车输入（3人），第三条为省外货车司机输入造成本地感染（3人）。
截至5月8日，济南市连续4天无本土社会面新增阳性感染者，实现了社会面动态清零。5月10日零时起，济南有序恢复餐饮（堂食）经营活动；5月11日，全市有意愿返校的初中毕业年级学生返校复课；不具备复课条件的个别学校，经属地疫情防控部门研判，可暂不复课。同时做好其它未复课年级的复学复课准备工作。
5月20日，济南市报告新增本土无症状感染者1例，系省外入济人员，5月19日入济后点对点转运至隔离点。该人员于14:56在上海虹桥站乘坐G7517次到达杭州东站，后于18:00乘坐G38次到达济南西站。
5月25日，山东省报告新增本土无症状感染者1例（系5月22日乘坐G262次列车抵达济南西站，闭环转运至集中隔离点，隔离期间检测发现）。
5月26日，山东省报告新增本土无症状感染者3例，其中有2人自上海出发：5月24日1人从省外乘坐G262次列车抵达济南西站、1人从省外乘坐G54次列车抵达济南西站。

#### 泰安市
3月29日，泰安市肥城市发现阳性感染者1例，为上海市返回人员。3月31日17时—4月1日9时，泰安新增1例阳性感染者，系泰安市到上海进修医务人员。

#### 菏泽市
3月30日，菏泽市报告新增确诊病例1例，该感染者为上海市返菏货车跟车人员，3月28日返回菏泽。4月2日0时-12时，新增1例本土确诊病例，该人员3月31日自上海宝山区自驾货车回到单县。4月3日0时-12时，菏泽市报告新增2例无症状感染者，为夫妻关系，均在3月28日自上海经杭州自驾货车于3月30日回到鄄城县。
4月6日0时-12时，菏泽市报告新增无症状感染者1例，在鄄城县，3月22日乘坐火车自上海返菏，4月1日作为上海返菏重点人群被集中隔离。

#### 济宁市
3月31日，济宁市在对外地高风险地区返回人员摸排随访中，发现1例本土确诊病例（轻型）。该病例3月19日至3月28日在上海市嘉定区一塑身减脂训练营进行全封闭健身集训，3月19日、3月20日、3月23日、3月27日在上海核酸检测，结果均为阴性；3月28日乘坐G124次列车由上海到曲阜，14时10分到达曲阜东站。

#### 日照市
4月1日0时至15时，日照市莒县新增本土阳性感染者3例，均系上海市返回人员。

#### 枣庄市
4月7日，枣庄市滕州市报告新增3例本土无症状感染者，其中系上海返滕大货车司机，在集中隔离期间筛查发现。

### 云南省
3月29日，昆明市在上海航班来昆人员落地核酸检测筛查中，发现1名初筛阳性人员，经市、区疾控中心复核，结果为阳性。该人员3月29日乘坐FM9453航班抵达昆明长水国际机场，落地后完成核酸采样。
3月30日，师宗县发现1名人员初筛结果为阳性，该人员3月28日16:20乘坐9C8829航班到达昆明长水国际机场，后乘坐网约车返回师宗。4月1日凌晨，师宗县对集中隔离医学观察人员李某某进行核酸检测，初筛结果为阳性。
4月3日，镇雄县对市外来镇重点人员核酸筛查中，发现郭某某为初筛阳性人员，第一时间转运至定点医院诊治，经昭通市疾控中心复核为阳性。该人员3月29日自上海出发，期间乘坐G1305次列车抵达杭州，后前往杭州萧山机场乘HO1098次航班抵达贵阳龙洞堡机场，后转乘网约车于23:59抵达镇雄东收费站接受疫情防控卡点检查。
4月10日，昆明市应对新型冠状病毒感染肺炎疫情工作领导小组指挥部发布通告，4月9日昆明市发现1名核酸检测阳性人员。该人员4月6日从上海虹桥站乘G1940次列车到达南京南站，4月8日自南京南站乘G1379次列车抵达昆明南站，下车后乘坐面包车前往昆明站，后骑电单车到达云南经济管理学院（海源校区）旁的百大国际派2栋26度概念酒店，当晚入住该酒店，翌日参加专升本考试。4月13日，昆明市公安局通报，该人员拒不主动及时向疫情防控工作人员申报具有14天内上海旅居史，且明知行程卡带“*”号，仍避开对高、中风险地区来（返）昆人员检查通道，从低风险通道出昆明南站，其行为涉嫌“拒不执行人民政府在紧急状态情况下依法发布的决定、命令的”违法，公安机关已开展受案调查。
6月1日，昆明市新增1例无症状感染者，该人员5月29日乘坐9C7269次航班自上海抵达昆明，随即闭环转运至留观酒店集中隔离观察。

### 新疆维吾尔自治区
3月29日，乌鲁木齐市米东区在集中医学观察点例行核酸检测中，发现2人核酸检测结果为阳性。其中1人有上海旅居史，3月15日由福建省宁德市乘坐D382次列车于13时46分抵达上海虹桥站，15日至16日，因航班延误，在上海虹桥机场大厅滞留；3月17日15时55分，乘坐HO1255航班由上海抵达乌鲁木齐，搭乘出租车至乌鲁木齐站，18时22分乘坐C818次列车前往巴音郭楞蒙古自治州和硕县马兰站，22时05分入住马兰镇一宾馆；3月18日至25日在马兰川硕矿山工作；3月26日18时40分，乘坐7558次列车由马兰站抵达乌鲁木齐站，因其有疫情风险地区旅居史，即闭环转运至米东区集中医学观察点落实隔离医学观察。在例行核酸检测中，3月27日、28日核酸检测结果均为阴性，3月29日核酸检测结果呈阳性。3月30日，和硕县报告20例无症状感染者，均为3月29日乌鲁木齐市米东区报告的无症状感染者1的密切接触者。昌吉市也报告了3例无症状感染者，感染者1、2曾在3月22日与亲属4人驾车前往和硕县探亲。4月1日0时至18时，库尔勒市报告新增1例无症状感染者，为和硕县3月30日报告的无症状感染者的密切接触者。4月3日，乌鲁木齐市报告2例无症状感染者，分别为3月31日报告的无症状感染者的密切接触者和4月1日集中隔离医学观察的旅居疆外风险地区返疆人员。4月1日集中隔离医学观察的疆外风险地区返疆人员曾有多地务工、旅居史，该人员2月10日-3月25日先后前往陕西西安、江苏苏州和上海市；3月25日-3月30日，在上海停留。3月30日乘Z40次列车从上海出发，4月1日抵达乌鲁木齐，因有风险地区旅居史，即转运至集中隔离医学观察点。3月28日在上海核酸检测结果阴性，4月3日在集中隔离医学观察点核酸检测结果阳性。

### 黑龙江省
3月30日，绥化市庆安县在上海返庆隔离人员核酸检测中发现1名核酸检测初筛阳性人员。该病例系上海市浦东新区立信综合会计学院学生，3月28日从上海南站出发乘坐Z282次列车，29日抵达天津西站，后转乘G1237次列车，于17:30许抵达哈尔滨西站，下车落地核酸检测，之后于18:00时左右乘坐顺风车于20:13抵达庆安县高速卡口，乘转运车到庆安县体育场核酸采样点，20:50—21:00进行核酸采样。翌日，大庆市红岗区在对外省返庆人员管控中，发现1例核酸检测初筛阳性人员，该人员自3月25日从库尔勒站出发乘坐T270次列车，翌日到达西安站；后转乘Z218次列车，27日到达南京站；到站后再换乘K48次列车抵达齐齐哈尔站，3月29日抵达大庆西站。

### 广西壮族自治区
3月30日，南宁市兴宁区、高新区各发现1例外省市来邕无症状感染者，一人在3月27日乘坐MU6365航班从上海抵达南宁，另一人3月29日自驾货车从上海抵达南宁。
4月7日，广西卫健委表示，上海南至南宁的T81次列车陆续报告多例阳性病例，报告地包括江西上饶、云南、湖南衡阳、衡东、广西容县、浙江义乌、广东佛山等地。

### 四川省
3月30日，乐山市犍为县新增2例本土确诊病例（轻型），均在3月27日从上海搭乘9C8887航班抵达天府机场，后乘坐G2851次列车到达犍为站，返回至犍为县玉津镇家中。其后公安机关调查发现，3月27日，三人从上海经成都回到乐山市犍为县后，未遵守疫情防控相关规定，违规组织聚集聚餐，多次外出购物，造成疫情传播的严重危险，涉嫌妨害传染病防治罪，目前已被依法立案侦查。
3月31日，德阳市新增1例无症状感染者，该人员3月29日乘G1974次高铁，17：59到达德阳后即闭环转运至集中隔离点。
4月3日，凉山州盐源县新增1例本土无症状感染者，该人员3月30日19:00乘坐私家车经沪蓉高速入川、京昆高速入凉。同日，资阳市雁江区新增本土无症状感染者1例，3月31日乘坐D952次列车经成都东站转乘G8559次列车返资，后居家隔离未外出。
4月5日，南部县应对新型冠状病毒肺炎疫情应急指挥部通报，南部县一男子核酸检测结果为阳性，确定为无症状感染者。该男子从上海市经苏州市、西安市返回南部县，未遵守疫情防控相关规定，故意隐瞒上海居住史，违规外出购物，造成疫情传播的严重危险。根据《中华人民共和国刑法》第三百三十条之规定，唐某某因涉嫌妨害传染病防治罪已被公安机关立案侦查。
4月7日，盐源县发布关于王某某涉疫违法案件依法处理情况的通报。3月30日，盐源县棉桠镇居民王某某，因全腹疼痛被送至县医院就诊。经查证，王某某从上海市务工返盐源县，未第一时间主动向其所在村组进行报备，且在盐源县人民医院就诊过程中，隐瞒行程。期间王某某使用双微信号，就医过程中全程使用本地显示绿码的微信号，隐瞒另一个显示为红码的微信号，拒不承认其上海旅居史，盐源县公安机关对王某某涉嫌妨害传染病防治案立案侦查。
4月20日，巴中市新增本土确诊病例2例，新增本土无症状感染者1例，三人均从上海浦东新区惠南镇出发返巴。另外广安市对重点地区来（返）广人员排查中发现本土确诊病例2例、无症状感染者3例，均已转运至定点医院隔离治疗。
4月24日-27日，巴中市新增多例上海输入病例，截至4月28日24时累计报告确诊病例8例。
4月29日，成都市新增本土确诊病例26例和本土无症状感染者10例，均为外省援建方舱医院返蓉人员。
5月9日，广安市邻水县新增本土无症状感染者3例；翌日广安市新增无症状感染者8例，7例在邻水县。截至5月16日，广安本轮疫情累计报告496例感染者，指示病例为上海返回邻水的人员。疫情发生后，邻水县5月10日实施全域封闭静态管理；此后在5月12日，紧挨邻水县的华蓥市也实施全域临时静态管理。武胜县、岳池县相继发布通告，居民除购买生活必需物资、核酸检测、就医等需求外，非必要不出门、不进入公共场所（公共区域）。

### 青海省
4月1日，青海省海东市循化县在外省返循集中隔离点例行核酸检测中发现2名阳性人员，14时20分，经青海省疾控中心复核为阳性。经调查，2人于3月27日从上海虹桥机场乘坐春秋航空9C6833次航班到达西宁曹家堡机场后，由专用车辆闭环转运至循化县集中隔离点进行集中医学观察。
4月3日7时，西宁市新增5名阳性人员，均为上海青浦区某拉面馆工作人员及相关人员。经调查，3月30日，三名被告人违反上海防疫措施，携马某夫妇的两个女儿驾车返往西宁。4月1日抵宁后，三被告人违反西宁防疫措施，未按规定第一时间向社区报备，擅自离家外出购物，前往某餐馆聚餐，又至马某父母家中与亲友聚会。后向社区报备时，隐瞒在沪、在青旅居史及与抗原检测异常人员密切接触史。2日，马某等五人核酸检测结果呈阳性，后均确诊感染，引发疫情传播，致124人感染。6月13日，青海省西宁市城东区人民法院一审宣判，对被告人马某以犯妨害传染病防治罪，判处有期徒刑三年；对被告人冶某某以犯妨害传染病防治罪，判处有期徒刑一年，缓刑二年；对被告人冶某某某以犯妨害传染病防治罪，免予刑事处罚。
4月14日，西宁市城东区在全区范围内实施静态管理，除超市、药店、医疗机构外，所有经营性场所一律暂停营业。另外城东区三人因疫情防控不力被免职。

### 宁夏回族自治区
4月6日凌晨2时，吴忠市同心县对区外返宁居家健康监测人员例行核酸检测时，检出1名上海返宁阳性人员，9时许经自治区疾控中心复核检测，结果为阳性。同心县同步对李某某母亲（李某某居家健康监测期间共同生活人员）马某某进行核酸检测，经区、县两级检测，结果均为阳性。据通报，李某某在上海市黄浦区瞿溪路830汇暻广场从事视频监控工作，3月29日乘坐上海至乌鲁木齐Z40次列车于3月30日到达西安，当日21时许乘坐广州至银川K1297次列车于3月31日6时许到达同心。
5月21日，银川市在集中隔离点例行核酸检测时，发现1例外省返银人员初筛阳性人员，经宁夏疾控中心复检仍为阳性。阳性检出人员已转入宁夏第四人民医院隔离诊疗，22日凌晨，经诊疗专家组诊断，确认该阳性检出人员为外省输入无症状感染者出院后复阳人员。该人员2月5日至5月18日在上海从事疫情防控志愿服务工作，曾接种2剂次科兴疫苗。4月28日被上海市判定为无症状感染者，在上海方舱医院隔离治疗；5月5日自方舱医院出院后在当地政府安置点进行健康监测，5月10日-18日在上海宝山区杨行镇东街村防疫点进行志愿服务，期间多次核酸检测均为阴性。5月19日从上海站乘坐G9303次列车抵达杭州东站，后从杭州东站乘坐G1898次列车到西安北站，5月20日从西安北站乘坐D3505次列车抵达银川站。12:03在银川站进行抗原+核酸检测，结果均为阴性，闭环转运至集中隔离酒店进行集中隔离医学观察。

### 天津市
4月14日，天津市疾控部门报告2名核酸检测阳性感染者，均系上海来津货车司机。
4月24日，天津市报告1名阳性感染者，系支援上海市方舱医院返津人员。
4月25日，天津市新增2例本土无症状感染者，其中一人系上海市来津人员。
4月30日，天津市报告1名本土核酸检测阳性感染者，系上海返外省人员，4月1日至30日于上海市居家隔离；4月30日4:00与家人自上海市自驾返回黑龙江省；途经天津市时，自觉不适，4月30日14:33拨打120急救电话报备，后于天津市轻纺高速服务区等待转运；15:00乘坐120闭环转运至天津市第五中心医院发热门诊。

### 内蒙古自治区
4月14日，巴彦淖尔市五原县在刘召G6高速交通服务站点对由新疆入市人员（货车司机）进行核酸检测过程中，发现2例阳性感染者。五原县启动疫情防控IV级响应。
5月7日，赤峰市红山区疾控中心在对上海务工返回集中隔离人员核酸检测中，发现1名核酸检测初筛阳性人员，经赤峰市疾控中心复核阳性，专家组会商诊断为确诊病例（轻型）。该人员2月16日至5月2日在上海市浦东新区务工生活，5月2日19时30分驾车自上海市浦东新区临港新城南汇新城镇出发。

## 疫情对非涉疫地区的反应及影响

### 中国内地其他城市
本轮疫情发生初期，中国内地多地要求对14日内有上海市旅居史的人员，返回当地后须主动向所在社区、居（村）委会报备，对有中风险地区旅居史的人员采取居家隔离，对无中风险地区旅居史的人员采取健康监测（部分地区要求居家监测），并定期进行核酸检测。而后随着感染者报告地遍及上海全部市辖区，疫情处于严峻复杂状态，中国内地多地调整防疫要求，对14日内有上海市旅居史人员参照中高风险地区来（返）人员管理，除须主动向所在社区、居（村）委会报备外，14日内有上海市旅居史人员实施为期14天的集中或居家隔离。
由于本轮疫情临近暑假，正值大学生返乡高峰期，为减轻大学生财政负担，从5月下旬开始，中国内地多地决定，对由上海全域返乡，且已提前报备的大学生，抵达后所需的集中隔离费用全免，已缴费的将全额退还。
截至2022年6月，中国大陆部分地区开始放宽对上海出发人员进入当地的防疫政策，如浙江省、湖北省、广州市、海南省对自上海来返当地人员实行分类管理，蘇州不再對有上海旅居史居民实行一刀切“7+7”的隔离，也有一些地方继续实施既有政策。而北京市则较为严格，由于北京市要求“14天内有1例及以上本土感染者所在县级行政区旅居史的人员严格限制进京”，因此所有从上海出发进京的旅客将会被劝返，不得进京。在中国大陆多地，对上海来返当地人员的健康管理措施最低为7天起步，大多数城市需要48小时核酸阴性证明，还有一些城市需要提前报备。6月28日，国务院联防联控机制召开新闻发布会，国家卫生健康委监督局副局长程有全在会上强调，近日发现一些地方对上海来返当地人员随意采取隔离等限制措施，各有关地方应严格对照第九版防控方案，立即加以纠正和整改。

#### 对经济的影响
因部分地区采取严格的防疫措施，一些货车司机因有上海旅居史或车籍地为上海被劝返或隔离，主要原因是一些防疫检查站执行的政策不统一，甚至层层加码或“一刀切”，也令物流瘫痪，江浙沪货运量指数从3月下旬开始明显不及全国，顺丰速运江浙沪多个城市与全网互寄基本暂停。而江浙沪也是网购发达地区，快递业务量和网购销售量均占全国三分之一。有分析认为，江浙沪4月实物商品网购同比有可能出现负增。根据主要快递企业分拨中心吞吐量指数，自3月至今，相关指数持续下行，该指数仅为2021年同期的一半左右。
4月7日，中华人民共和国交通运输部召开物流保障协调工作机制会议，会上强调长三角等部分涉疫地区物流运行不畅问题较为突出，要求立即部署落实务实有效举措，确保“一断三不断”（“一断”是指坚决阻断病毒传播渠道；“三不断”是公路交通网络不断、应急运输绿色通道不断、必要的群众生产生活物资运输通道不断）。交通运输部相关负责人表示，要依法依规制定通行管控措施，不得层层加码、一刀切，确保通行管控政策统一。
与此同时，一些汽车厂商由于上海、江苏等疫情原因，供应链合作伙伴陆续停工、停运，整车生产被暂停。

### 澳门特别行政区
2022年3月1日，澳门特区政府新型冠状病毒感染应变协调中心宣布，自3月2日凌晨1时起，14天内曾经到过上海市普陀区石泉街道宁强路33号石泉社区文化活动中心的入境及已入境人士须按照卫生当局的要求在指定地点接受医学观察至离开当地后14天但最短不少于7天。而随着上海疫情形势严峻，自3月28日凌晨1时起，所有到过上海市其他区域的入境人士均须按照卫生当局的要求在指定地点接受医学观察至离开当地后14天但最短不少于7天；已入境人士其健康码将变为黄码及须接受自我健康管理至离开当地14天为止，期间须在开始措施的第1、2、4、7、12天接受最多5次的新冠病毒核酸检测。6月16日凌晨1时起，澳门调整对自上海入境澳门人士的防疫措施。
截至6月17日，澳门新型冠状病毒感染应变协调中心对曾经到过以下地点的入境及已入境人士采取不同级别的防疫措施：
- 曾经到过上海市中风险地区的人士，须按照卫生当局的要求在指定地点接受医学观察至离开当地后10天，但最短不少于7天，并在离开当地后14天当天再接受1次新冠病毒核酸检测结果为阴性后，才可经澳门前往中国内地。
- 曾经到过以下区域的入境人士，须按照卫生当局的要求在指定地点接受医学观察至离开当地后10天，但最短不少于7天，并在离开当地后14天当天再接受1次新冠病毒核酸检测结果为阴性后，才可经澳门前往中国内地；而所有曾经到过相关地点的已入境人士，其健康码将变为黄码及须接受自我健康管理至离开当地14天为止，期间须在开始措施的第1、2、4、7、12天接受最多5次的新冠病毒核酸检测：
  - 闵行区莘庄镇、浦江镇、梅陇镇的其他区域、颛桥镇、古美路街道
  - 浦东新区惠南镇、花木街道、塘桥街道的其他区域、高桥镇
  - 静安区曹家渡街道、天目西路街道、大宁路街道、共和新路街道、芷江西路街道的其他区域、临汾路街道、宝山路街道、彭浦镇
  - 黄浦区瑞金二路街道其他区域、五里桥街道、打浦桥街道
  - 徐汇区湖南路街道、天平路街道、田林街道、凌云路街道的其他区域、龙华街道、斜土路街道、徐家汇街道、漕河泾街道
  - 宝山区大场镇、杨行镇、高境镇、张庙街道、淞南镇、顾村镇的其他区域，月浦镇
  - 虹口区江湾镇街道、北外滩街道、欧阳路街道、四川北路街道、凉城新村街道的其他区域，嘉兴路街道
  - 杨浦区五角场街道其他区域、长海路街道、延吉新村街道、四平路街道
  - 奉贤区南桥镇其他区域；普陀区真如镇街道
  - 青浦区练塘镇其他区域、徐泾镇
  - 崇明区新海镇其他区域
  - 松江区中山街道其他区域
- 曾经离开上海市其他区域不足14天的入境人士和已入境人士，应留意自身健康状况，期间健康码不变黄色，但应主动按第1、4、7天的时序接受核酸检测的措施。

3月19日上午，应变协调中心接获内地卫生部门通报，1名在澳人士被列为郑州市无症状感染者的密切接触者，其3名同住者被列为次密切接触者。该名密切接触者为33岁女性，澳门居民，为郑州市无症状感染者的同事，两人曾于3月15及16日在肇庆市共同用餐，3月17日下午经青茂口岸返澳后主要留在家中，外出期间有佩戴口罩，现时没有病征，已送往路环高顶公共卫生临床中心接受医学观察。经调查，卫生局亦将其3名同住者列为次密切接触者，并已安排他们到指定酒店进行7天医学观察及7天自我健康管理。
3月30日，应变协调中心表示，3月27日下午1时或之后曾经到过广东省珠海市香洲区的九洲大道西2029号铂尔曼酒店，以及富华里北街、白石路、白合街的围合区域的入境及已入境人士，须在指定地点接受医学观察至离开当地后14天但最短不少于7天。截至30日晚上8时，共有115人曾经到过上述区域的入境及已入境人士，其健康码被锁定变为红色，并已安排进行至少7天医学观察。
5月23日，澳门特区政府教育及青年发展局表示，该局持续与在沪澳生保持联系，并与上海相关高校及单位紧密沟通，关注疫情变化对学生的影响。在早前疫情较为严峻的阶段，教青局收到部分学生反映特别情况和求助后，随即与相关单位联系，包括请求当地高校在可行的情况下，对澳门学生的个别需要给予支援。而考虑到在沪澳生的回澳意愿及希望恢复由沪来澳的航班，澳门特区政府教青局、卫生局、旅游局及民航局等部门曾进行多次会议，期间亦邀请航空公司代表出席，了解航空公司恢复澳门来往上海航班或安排特别航班的可行性和困难点，有关会议亦讨论有关医学观察酒店的安排及特别航班防疫工作的技术要求等。由于上海当地复工复产范围十分有限，对航空公司及机场服务人员的流动和上班仍有较大限制，机场服务十分有限。为此，航空公司正积极与当地相关单位沟通以尽快提供来澳航班。26日，教育及青年發展局學生廳廳長陳旭偉表示，100多名在上海的澳門學生將於6月1日乘坐非包機形式的特別航班回澳，抵澳后会将有关航班的乘客直接由机场停机坪接载至北安临时检疫站，不会进入澳门国际机场候机室；抵澳人士在抵达北安临时检疫站后，会进行一次核酸检测，并会根据其核检结果作安排，若阳性将送往高顶公共临床中心；阴性则会送往医观酒店作医学观察。